# 自发秩序
自发秩序（英文:  Spontaneous Order），在硬科学中也被称为自组织，是在看似混乱的環境中自生自发地涌现的秩序。
“自组织”一詞常被用于物理变化和生物过程领域；而“自发性秩序”一詞常被用于社会网络领域，包括经济学，描述的是一群自由人在没有特定设计的情况下，在追求各自的利益的过程中涌现的秩序的现象。自发性秩序的例子也包括地球生物演化、语言、晶体结构、互联网自由市场经济等领域。

## 歷史
蘇格蘭啟蒙運動的思想家是首先認真研究了自發性秩序的人。1767年，社會學家兼歷史學家亞當·弗格森將社會中的自發性秩序現象描述為“人類行動的結果，而不是任何人爲設計的執行”。
在二十世紀，著名經濟學家弗瑞德呂希·海耶克創立了自發秩序論，這個理論的出現對經濟學的發展產生了巨大的影響。

## 理論
在自發秩序論中，自发秩序与自發组织不同，自发秩序的特点是无尺度网络，组织的特点是分层网络。此外，组织可以且往往是社会自发秩序的一部分，反之不然。此外，组织是由人创建和控制的，自发秩序却不是由任何人创建、控制和可以控制的。在经济学和社会科学中，自发秩序被定义为“人之行动，而非人之设计的结果”。
自发秩序是在最有可能演化和生存，并且遵從"最可能者生存"的自然选择的理則的自利个人之间形成的均衡行为。

## 事例

### 資本主義的觀點
資本主義者認為自由市場是自發秩序的一種體現，交易者雖然分散在各地，但是通過價格信號，不同類型的交易得以被實現。

### 無政府主義的觀點
無政府主義者認為如果消滅了國家，就會產生真正的自發秩序。

## 對相關理論的批駁

### 來自自由主義者所作的批駁
卡托研究所兼職學者兼戈德華特研究所訴訟專職副院長蒂莫西·桑德弗（Timothy Sandefur）於2009年撰文指出了弗瑞德呂希·海耶克所創立的自發秩序論的四個主要問題：   建構秩序和自發秩序之間的差別並不是絕對明確的、自發秩序論沒能為對建構主義的規範性抨擊提供基礎、自發秩序可能是不公義的 但自發秩序論沒有為人們接受不公義的秩序這一舉動提供基礎、改善不公義的秩序這一行為可能需要奉行理性建構主義 而奉行理性建構主義這一行為又會引出建構秩序和自發秩序之間是否有着明確的差別這一問題。

### 來自放任自由主義者所作的批駁
擁護無政府資本主義的奧地利派人士漢斯-赫爾曼·霍普從建構主義的角度出發，批駁了海耶克所創立的自發秩序論，霍普向來認為海耶克不是真正的放任自由資本主義者，他在其著作中聲稱這個理論是神秘主義式的和集體主義式的，無法被用以解釋私有财产权、劳动分工、交换、货币及政府的出現，並且聲稱如果按照海耶克所提出的説法，身處於遠古時代的人類只能夠在無意識的情況下無緣無故地發展自身文明的文化，而這跟事實不符，人類不能夠无意识地行动或者有意识地變得无知，霍普宣稱屬於不同文明的人類自遠古時代起就已經開始有意識地模仿在他們看來比他們所屬的文明更加優越的文明，用財富的多寡也解答不了為何有些文明能夠戰勝其他文明這一問題，最後霍普宣稱人們不必等待良好的秩序自發地出現，他們能夠憑藉自己對於事物的瞭解來了解自然法則是怎樣的，從而制定普世適用的自然準則，霍普宣稱海耶克所持有的觀點只會被國家用來試圖合理化它們對於國民的欺暪行為，因此霍普宣稱：「海耶克的观點是错误的，它们的扩散会导致西方文明衰落。」最後霍普得出結論，就是海耶克因否定人類的理性及普遍的倫理標準的存在性一事而落入了荒唐的境地，而且由於海耶克聲稱國家应该承担（由税收资助）市场所不能提供的所有任务，因此他實際上是一個社會民主主義者，他這樣説：「那些正在寻找市场经济和自由主义的人必须到别的地方去找。但人们不可能再找到比海耶克的导师──伟大的、无可超越的路德维希·冯·米塞斯 更好的了。」
霍普亦這樣評價海耶克所提出的建議：「那么，海耶克及其门徒喊出形如 我们除了依赖自发演进外不能做任何事来改善我们的境地、我们的未来完全不可知或我们只能参与到一连串永无止境、开放式的对话之中 这样的蒙昧主义口号也就不足为奇了。 这如果对仅关涉主观唯心的意识的领域，对纯粹精神的、无实体的人而言，不失为一个好的建议。但是，以肉体形式存在的人又为何要关心这些呢？如果将之应用到包含实在性行动和产权的世界，这样的建议就成了自我毁灭的胡话。 」
事實上，海耶克的確有支持極權主義的嫌疑，他十分讚賞皮諾切特、薩拉查、佛朗哥等右派獨裁者、為南非種族隔離制度辯護，甚至將其著作《自由憲章》贈送給薩拉查並附言道：「你看了我這本書，你就知道怎麼對付那些喜歡講民主的人了。」這與古典自由主義的一些理念相差甚遠。雖然如此，但是霍普自己也強烈反對民主主義和有支持威權主義及新納粹主義等有極大爭議性的意識型態的傾向。故此，霍普被很多人認為是放任自由保守主義者。一些放任自由資本主義者聲稱霍普並不是真正的放任自由主義者，而是反動的自由市場保守主義者。

### 來自馬克思主義者所作的批駁
擁護馬克思主義的著名哲學家斯拉沃熱·齊澤克聲稱雖然海耶克所創立的自發秩序論關於自由的論述某程度上是正確的，但是其觀點並不全面，原因是這個理論從未解答 為甚麼自由對人們來説是有價值的 這個問題，而且自發秩序論所依賴的論據其實可以被用來支持激進的左翼社會運動，而不是僅僅被用來抨擊國有社會主義的核心要素中央計劃經濟模式，此外，齊澤克承認海耶克對科學社會主義創立人卡爾·馬克思所持有的一些觀點所提出的抨擊意見是正確的，但齊澤克聲稱個人之間或地方共同體之間的自發性互動無法被用來解決全球性的生態危機，而這次危機正是由自發秩序所造成的，要解決這次危機，只能通過被周密地計劃起來的協調性互動。

## 類似的概念

### 擴展秩序
海耶克在晚年放棄了自發秩序論並創立了擴展秩序論，該理論與個體主義及古典自由主義有着密切的關係，它認為擴展秩序(Extended Order)不是人為設計出來的，起源於自然状态的自發秩序因缺乏法律的存在性一事而無法擴展開去，文明及道德觀念也因而無法進步，而擴展秩序因法律受到尊重一事而得以不斷擴展至全世界，其次，擴展秩序論所重視的不是私有產權，而是分立產權，因為私有產權之間的邊界只能是公共的，私有產權論所鼓吹的完全私有化事實上是不可能的，故此 分立產權論並不重視產權的明確性，而是重視效率竞争的存在性，還有，擴展秩序論認為自由社會能夠確保每一個人都有機會成為少數的成功人士，而後者獲得成功的經驗將會成為人們模仿成功人士的依據，從而造福整個社會。

#### 對擴展秩序論的評價
社會哲學家汪丁丁聲稱海耶克所創立的擴展秩序論有很多值得學習的地方，但他亦表示他認為擴展秩序論過於強調傳統的重要性，由於海耶克擔心對傳統的改變會導向建構主義，因此他認為應該任由傳統自行演進，但汪丁丁表示他認為傳統能夠且必須被改變，才能使理性及道德觀念的演进方向与“扩展秩序”的發展相适应，汪丁丁亦聲稱：「市场社会需要一个道德基础，站在演进道德的立场上，一方面我们支持市场关系做为人类合作秩序的扩展，另一方面我们批判市场竞争不断揭示出来的'权力意志'。」

## 外部連結
- Margaret Somers：卡尔·波兰尼的回归
- Schwindel：重读卡尔·波兰尼《大转型》：自由主义的信条为什么是谎言？